# なりカル!
『なりカル!』は、山口放送ラジオ（KRYラジオ）にて毎週土曜日22:00 - 23:00（JST）に放送されている、サブカルチャーを主眼としたトーク番組。2017年7月1日放送開始。

## 概要
自らサブカルチャー好きを公言する、山口放送 (KRY) アナウンサーの成田弘毅が企画し、自ら出演するラジオ番組で、番組タイトルは「Narita Calture!」の略から来ている。サブカルチャーをテーマとした自社制作番組はKRYでは初めてだが、番組開始に当たってのプレゼンでは成田が「漫画やアニメ、ゲームに全く触れずに大人になった人はいない」「とても万人向けの番組」と強調して放送開始にこぎ着けた。
当初は毎週土曜日22:00 - 22:30（JST）の30分番組であったが、2019年4月6日放送分より毎週土曜日22:00 - 23:00（JST）の60分番組となった。
番組自体を「毎週土曜の夜の秘密の部活動」と位置づけ、パーソナリティである成田アナウンサーを部長、番組ディレクターでアシスタントでもある「はなちゃん」を顧問、リスナーを部活動を行う部員と位置づけている。メールを送ってくれたリスナーは部員として登録されていくシステムになっている。放送内容は成田アナによるサブカルトークが中心で、他局のいわゆる「アニラジ」と異なり、アニメソングを流す機会は控えめとなっているが、これについて成田は他番組との差別化と共に「音楽がかかった状態で喋るとどうしても（喋りの内容が）音楽に影響される」ことが理由であると述べている。
KRYで初めて本格的にTwitterを活用した番組であり、公式アカウント『なりカル！@naricul』で番組に関する投稿・意見・感想をハッシュタグ『#なりカル』にて受け付けているほか、放送時間には生放送・録音放送の如何を問わずリアルタイムで部長・顧問・部員が自由に呟いている。
毎週『お題』としてトークテーマを決めてメール・Twitterで投稿を募りトークを展開するが、多くの投稿が寄せられた場合には『おかわり』と称して2～3週にわたり同じトークテーマを採用することがある。テーマに沿った投稿が採用された人の中から素敵メールを1名選び、番組ノベルティのキーホルダーが贈呈される。
番組本編の他に『延長戦』と称して 『なりカル！』公式ホームページのブログ に番組収録後などに撮影された動画が掲載されることがある。
公開生放送や番組公式の『オフ会』が行われることもあり、番組側とリスナーとの交流が図られている（詳細後述）。
番組のイヤーキャッチはKRYのある山口県周南市出身の声優・今井麻美が担当しており、「元気が出る感じのキャラ声」（番組からの要望を本人が表現して録音）と「お姉さん風」（今井麻美自身の要望で録音）の2パターンがある。このイヤーキャッチは2017年7月15日放送分で今井麻美がゲストとしてKRYのスタジオでの収録が行われた際（2017年7月9日）に録音されたものである。
2019年10月19日放送分から番組イヤーキャッチが2種類追加された。今井麻美と同じく山口県周南市出身の声優・佐倉薫が担当したもので、2019年10月13日に開催されたイベント「萌えサミット9」にて、番組で佐倉薫にインタビューを行った際に録音されたものである。
2020年4月18日放送分で当時社会問題となっていた「コロナ禍」により、万が一の時のために60分放送1回分を「緊急企画特別編（テーマ：部長・顧問の「胸熱トーク」）」としてストック収録したことが明らかにされた。無事に放送することなく済んだ場合には、公開生放送や番組オフ会などのイベントで参加者に公開する予定であったが、2020年7月18日放送分でオープニング・エンディングの一部を録り直して急遽2020年7月25日に放送することが発表された。

## 放送時間
- 土曜22:00 - 23:00（2019年4月6日 - ）
- 土曜22:00 - 22:30（2017年7月1日 - 2019年3月30日）

## 出演者
- 成田弘毅（メインパーソナリティー） - 山口放送アナウンサー。番組内では『部長』と位置づけられている。漫画・アニメ・ゲーム好き。2023年5月27日放送分をもって一旦育休に入ったため、以降代打が登場している。なお、厳密には20日をもって終えるはずだったのだが、「育休の中で育休を忘れていた」とのこと。
- はなちゃん（ディレクター・アシスタントパーソナリティー） - 山口放送のラジオディレクター。番組内では『顧問』の位置づけで成田アナのサポートトークも担当。成田アナと同様に漫画・アニメ・ゲーム好き。

その他の出演者
- 八木美佐子（元：山口放送アナウンサー） - 番組内では『ギャラクシーエンジェル』（成田アナ命名）と呼ばれる。山口放送女子アナウンサーきってのサブカル好き。不定期出演だったが山口放送退職に伴い、2020年3月28日放送分（収録は2020年3月27日）で番組及び山口放送を卒業（山口放送アナウンサーとしての最後の出演番組となった）した。ちなみにこの日のテーマは「鬼滅の刃」であったため、「ギャラクシー禰󠄀豆子」を名乗り出演した。2020年4月には「一般女性リスナー」として電話出演やメール投稿により番組に参加した。（2020年5月『広島ホームテレビ（HOME）』に移籍、2021年に退社しホリプロアナウンス室に所属）2024年3月2日放送分にゲストとして出演した際には1時間メインMCばりに喋り続けた。
- 藤澤達弥（元：山口放送アナウンサー）- 番組内では部長代理、副部長と呼ばれる。（2022年7月　『北海道テレビ放送（HTB）』に移籍）
- プロフェッサー（番組のご意見番的存在） - 不定期出演。はなちゃんよりは上の世代であり、パーソナリティー二人が世代的にカバー出来ない話題を補完する立場でもある。男性。

番組スタッフ（番組内の会話でたびたび登場する人物）
- 海坊主（山口放送技術スタッフ） - 公開放送などで音声技術を担当するスタッフ。サブカル好き。名前の由来はその風貌から『シティーハンター』の「海坊主」より命名された。男性。
- ミスターG（山口放送社員） - ラジオ局所属ではないが、かなりのサブカル好きであるため番組収録に参加している影のスタッフ。『なりカル！』公式ホームページのブログ の「延長戦」動画を担当している。
- K光部員（山口放送テレビディレクター） - テレビ制作部所属であるが、かなりのサブカル好き（特にロボットアニメ）であるため、しばしばその名前が登場し、また番組オフ会などに顔を出すこともある。自宅には相当数のロボット系フィギュアが飾られているという。
- 美術のはなちゃん（山口放送美術スタッフ） - ノベルティーグッズをはじめとする番組に関するイラスト・ロゴデザインなど美術全般を担当。サブカル好き。女性。

成田育休期間中の代打
- 藤澤達弥（現北海道テレビ放送アナウンサー）
- 田中泰平（山口放送アナウンサー）（2023年6月3日）

## 主なコーナー
なー速
成田アナが気になったニュースや話題を取り上げる。その他ゲストトークなどもこのコーナーで行われる。2020年4月25日の放送から、成田アナの一推しを紹介するコーナー内コーナー「なりアツ時間！」がスタートした。
部活メシ
放送時間である土曜日22:00頃に食べるのをお薦めしたい料理を部員（リスナー）より募集して紹介する。
しりとリクエスト
毎週エンディングで掛けたリクエスト曲タイトルからしりとりの形で翌週のリクエスト曲を募集する。しりとりなので最後の文字が「ん」の曲はNG。過去に採用された曲はリクエスト不可。今までに掛かった曲はある部員さんが取りまとめており（公式に認定されている）Twitter上で毎週更新し一覧リストが公開されている。2019年4月6日に60分番組になったことから毎週2曲を採用するようになった。番組中盤の部活メシコーナーの前に1曲（これは最後の文字が「ん」でもOK、だだし採用記念品の番組ステッカーは貰えない）、番組のエンディングに1曲（ステッカー贈呈）が掛かるようになった。
2020年12月26日の放送をもって採用曲を一旦リセットし（シーズン1として締める事が決定）、翌週2021年1月2日放送分から白紙状態で再度しりとリクエストがスタートした（シーズン2）。
なお、この企画自体は成田アナがディレクターのはなちゃんと共に手がけていたラジオの生ワイド番組『お昼はZENKAI ラヂオな時間』で始めたものである。
教えて!ましろ先生
北海道出身のアニソン歌手の綾野ましろが近況を報告すると共にリスナーからの質問に答える。現在、不定期コーナーとなっている。
以前に綾野ましろが山口放送主催の音楽イベントに参加した事（2017年10月8日に下松市「スターピアくだまつ」で行われた「KRY ギュッと恋するオンガクFES2017）がきっかけで誕生したコーナーである。
なりカル的合同合宿
全国のサブカル好きのアナウンサーやラジオパーソナリティー等と人脈を広げ、ゆくゆくは全国津々浦々のサブカルを扱う番組との連携を目指した不定期コーナー。2021年5月15日の放送からスタートした。
第1回ゲストはフリーアナウンサーの相場詩織で漫画・アニメ話で盛り上がりすぎて予定尺の3倍を費やした。
以後、山田彩乃（モデル）、斉藤百香（フリーアナウンサー、元東北放送）、山口真奈（南日本放送アナウンサー）、八木美佐子（フリーアナウンサー、元KRY）が出演している。

## 過去のコーナー
なりカルボックス（成田の本気・なりキ）
成田アナが気合い十分でいろいろな所に取材に行く。時には自腹でグッズを購入し、番組内で開封の儀などを行うことも。
成田アナが2017年10月30日（月）より早朝のKRYテレビの情報ワイド「KRYさわやかモーニング」のMC担当となり、外部に取材に出ることが難しくなったため終了した。
なりカル女子部
山口放送の女性アナウンサーに自分の一推しの作品を紹介してもらう。
なりカル！鑑定団
部員（リスナー）の思い入れのある『サブカル的お宝』をその物にまつわるエピソードと共に投稿してもらい紹介する。
投稿枯渇のため2019年10月26日の放送をもって投稿が溜まるまで一時休止が発表された。

## 特別番組
- 山口ゆめ花博会場からの公開収録 - 2018年9月23日（日曜日）に行われた公開収録（2018年9月29日（土曜日）に放送）。当時山口市阿知須の山口きらら博記念公園で行われていた「山口ゆめ花博」会場内で収録が行われた[注釈 2]。ゲストは声優の安元洋貴。成田アナは入社後初のラジオ公開収録だった。はなちゃんはディレクターに専念のため、八木美佐子アナウンサー（当時KRY）がアシスタントを務めた。
- KRYラジオ第1スタジオからの公開生放送 - 2019年1月5日（土曜日）22:00 - 23:00（JST)に放送時間を1時間に拡大して行われた。深夜22:00からの公開生放送であったため、局上層部の人が「来ても10人くらいだろ？」という中、「いやいや、もっと来ますよ」と言いながらも観覧用椅子30脚を用意したがどれだけの人が訪れるか全く読めず不安になり観覧用椅子10脚を追加した。蓋を開けるとそれでも椅子が足りず50人以上の部員（リスナー）が訪れ大盛況となり局上層部を驚かせた[1]。2020年1月4日（土曜日）22:00 - 23:00（JST)にも行われ、放送に先立ち21:00 - 21:30（JST）に観覧者サービスとして「部長・顧問の放送では流せないトークショー」が行われた。
- 中四国ライブネット「山口発!なりカル!SP　中四国サブカル祭り!」[3]- 2019年2月17日（日曜日）18:00 - 20:00（JST）に山口放送ラジオ第1スタジオから公開生放送（スタジオ前ロビーからの観覧）された。中国・四国地区のブロック8局ネット。成田部長、はなちゃん顧問（この日はほぼディレクターに専念）の他に山口放送の八木美佐子アナがアシスタントを務めた。
- 中四国ライブネット「山口発!なりカル!SP　中四国サブカル祭り!PART2」[4] - 2019年9月15日（日曜日）18:00 - 20:00（JST）に山口放送ラジオ第1スタジオから公開生放送（スタジオ内での観覧）された。中国・四国地区のブロック7局ネット（広島RCCのネットは無し）。成田部長、はなちゃん顧問、プロフェッサーの3名で番組を進行した。この日の放送で中四国ライブネットのKRY山口放送担当回に於いて過去最高のメール投稿数を記録した。
- 萌えサミットFINALでの公開生放送 -2023年11月18日（土曜日）13:00-15:00（JST)にJR徳山駅駅前図書館前2Fステージにて公開収録。2023年11月25日（土曜日）22:00-23:00（JST)に放送された。成田部長、はなちゃん顧問で番組を進行、ゲストは声優の竹本英史と今井麻美。二人とも山口県周南市出身で地元凱旋出演となった。収録前には成田部長、はなちゃん顧問による雑談トーク、収録後には今井麻美を含め三人で会場向けにトークを行った。

### 注記
1. ↑  ただし、サブカルチャーの中でも主にパソコン通信やインターネットなどのサイバーカルチャーに主眼に置いた番組として、1998年4月から2000年3月までの間[2]、『なりカル!』と同じ毎週土曜日夜に『笑福亭小つるのネットDEドタキャン』を放送していた。
2. ↑  当日同じ場所で同時開催されていた「周南出張萌えサミット」とのコラボで公開収録が実施された。